# فريد آلان وولف
فريد آلان وولف (بالإنجليزية: Fred Alan Wolf)‏ (و. 1934 – م) هو فيزيائي من الولايات المتحدة الأمريكية . ولد في شيكاغو.

## التعليم
تعلم في جامعة كاليفورنيا، لوس أنجلوس

## جوائز
حصل على جوائز منها:
- جائزة الكتاب الوطني [الإنجليزية]‏.

## روابط خارجية
- فريد آلان وولف على موقع IMDb (الإنجليزية)
- فريد آلان وولف على موقع ميوزك برينز (الإنجليزية)
- فريد آلان وولف على موقع قاعدة بيانات الفيلم (الإنجليزية)